# ساکی بینی‌سفید
ساکی بینی‌سفید (نام علمی: Chiropotes albinasus) نام یک گونه از تیره لخت‌صورتان است.